# Sphenomorphus ishaki
Sphenomorphus ishaki är en ödleart som beskrevs av  Grismer 2006. Sphenomorphus ishaki ingår i släktet Sphenomorphus och familjen skinkar. Inga underarter finns listade i Catalogue of Life.